# جی آیدل
آیدل (به انگلیسی: I-dle) قبلاً شناخته شده با عنوان (جی)آیدل، یک گروه دخترانه چندملیتی کی-پاپ است که در سال ۲۰۱۸، زیرنظر کیوب انترتینمنت شکل گرفت. این گروه شامل پنج عضو است: میون، مینی، سویون، یوکی و شوهوا. در ابتدا یک گروه شش نفره بود، عضو گروه، سوجین در ۱۴ اوت ۲۰۲۱ از گروه جدا شد. نام گروه رسماً در ماه مه ۲۰۲۵ به آی-دل (I-dle) تغییر یافت.
گروه در ۲ مهٔ ۲۰۱۸، با انتشار اولین آلبوم چندآهنگه من هستم و تک‌آهنگ اصلی «لاتاتا» شروع به کار کرد. یک سال بعد، در ۳۱ ژوئن ۲۰۱۹، با انتشار آلبوم چندآهنگهٔ لاتاتا و زیرنظر یو-کیوب، فعالیت‌های خود را در کره آغاز نمود.

## اعضا

### اعضای کنونی
- میون (미연)[۶]
- مینی (민니)[۷]
- سویون (소연)[۸]
- یوکی (우기)[۹]
- شوهوا (슈화)[۱۰]

### اعضای پیشین
- سوجین (수진)[۱۱]

## ترانه‌شناسی

### آلبوم‌های چندآهنگه
| کره‌ای - من هستم (۲۰۱۸) - من ساختم (۲۰۱۹) - من اعتماد دارم (۲۰۲۰) | ژاپنی - لاتاتا (۲۰۱۹) - اوه خدای من (۲۰۲۰) |

## کنسرت‌ها و تورها

### تورهای اصلی
- تور جهانی (جی)آیدل I-Land: تور من کی هستم (۲۰۲۰)[۱۲]